# Sziget Fesztivál 1994
1994. augusztus 18. és 24. között második alkalommal került megrendezésre a Sziget Fesztivál, avagy az Eurowoodstock.

## Fontosabb külföldi fellépők
Augusztus 18.
- Alvin Lee

Augusztus 19.
- Eric Burdon & The Flying Eye

Augusztus 20.
- Jethro Tull

Augusztus 21.
- People Like Us
- Brian Finnegan
- Leslie Mandoki's People
- Blood, Sweat & Tears

Augusztus 22.
- Big Jay Mc Neely
- Jefferson Starship

Augusztus 23.
- KUD Idijoti
- Wizo

Augusztus 24.
- The Byrds